# Şıxəmir
Şıxəmir (também conhecido como Shikhamir e Shykhamir) é uma vila no rayon Goychay, no Azerbaijão. A vila é faz parte do município de Məlikkənd.